# Digitales Historisches Archiv Köln

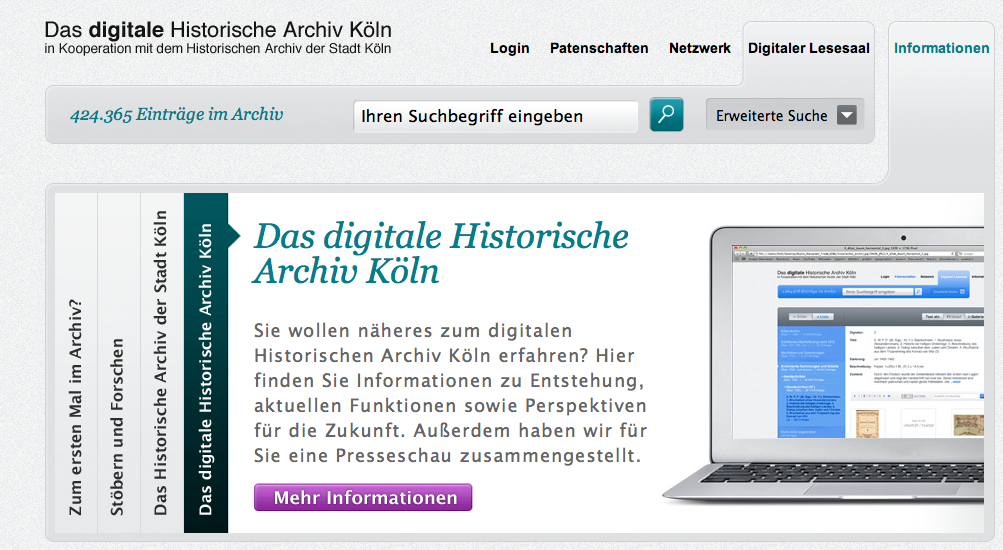
Startseite des DHAK

Das digitale Historische Archiv Köln (DHAK) ist das online frei verfügbare, digitale Archiv des Historischen Archivs der Stadt Köln. Es wurde wenige Tage nach dem Einsturz des Kölner Stadtarchivs am 3. März 2009 gegründet und ist ein Kooperationsprojekt des Historischen Archivs der Stadt Köln, der Abteilung für Rheinische Landesgeschichte des Instituts für Geschichtswissenschaft der Universität Bonn und prometheus – Das verteilte Bildarchiv für Forschung und Lehre e. V. Auf der Webseite werden digitale Kopien von Archivalien zur Verfügung gestellt, deren Originale zum Teil zerstört oder verschollen sind und ein Forum als Vernetzungsplattform zur Kommunikation über das Archivwesen und die Kölner Stadtgeschichte betrieben.

## Ursprung und Entwicklung
Bei dem Einsturz des Historischen Archivs der Stadt Köln am 3. März 2009 wurden Teile der Bestände vollkommen zerstört, der Großteil der geborgenen Archivalien wird für lange Zeit im Original unzugänglich bleiben. Nur wenige Tage nach dem Einsturz setzten Mitarbeiter von prometheus deshalb die Idee um, diesem schwerwiegenden Verlust durch ein Internetportal entgegenzuwirken.
Vor dem Einsturz kopiertes oder digitalisiertes Material des Stadtarchivs Köln konnte hier schon zu diesem frühen Zeitpunkt schnell und unkompliziert von ehemaligen Benutzern hochgeladen werden, um dieses auch für andere weiterhin nutzbar und einsehbar zu machen sowie um eine Ersatzüberlieferung für Totalverluste zu schaffen. Diesen Zweck erfüllen auch qualitativ minderwertige Digitalisate oder selbst der Hinweis, dass ein Archivale in Abschrift oder Kopie bei einem Nutzer vorhanden ist. Von Anfang an wurde das digitale Historische Archiv Köln von einer Vielzahl von Personen und Organisationen unterstützt.
Die Bonner Abteilung für Rheinische Landesgeschichte stieg noch im März 2009 als weiterer Partner in das Projekt ein. Durch einen Kooperationsvertrag mit dem Historischen Archiv der Stadt Köln wurde das Projekt im April auf eine offizielle Ebene gehoben.
Noch im Jahr 2009 wurde das DHAK für den Grimme Online Award nominiert und damit für seine bisherige Arbeit gewürdigt. Im Juni 2011 erfolgte die Umstellung auf ein neues Design.
Seit November 2012 wird das Projekt von der DFG gefördert und zukünftig stark ausgebaut sowie um neue Funktionalitäten erweitert. Nach der Einbindung der Zweitschriften der Kölner Zivil- und Personenstandsregister aus den Beständen des Landesarchivs Nordrhein-Westfalen im Januar 2013 verfügt das DHAK über knapp 2 Millionen Einträge.

## Funktionen
Die Funktionen des DHAK gliedern sich gegenwärtig in vier Abschnitte. Der originäre Zweck ist im digitalen „Lesesaal“ verwirklicht, in dem die Benutzer Digitalisate aufrufen können, die nach der Archivtektonik geordnet sind. Neben den von Nutzern erstellten Einträgen werden sukzessive die digitalisierten Findbücher sowie Digitalisate von Mikrofilmen, die durch das Bundesamt für Bevölkerungsschutz und Katastrophenhilfe im Barbarastollen eingelagert wurden, eingestellt. Die Bestände bis etwa 1815 werden damit in absehbarer Zeit fast vollständig digital zur Verfügung stehen. Durch die Verfügbarkeit der Kölner Zivil- und Personenstandsregister ist das DHAK ein wichtiges Arbeitsmittel für Genealogen.
Für die Wiederaufarbeitung von bei dem Archiveinsturz beschädigten Archivgütern gibt es den Bereich der „Patenschaften“, in dem besonders wertvolle oder interessante Archivalien vorgestellt werden, die bereits restauriert wurden oder noch auf bereitwillige Spender warten, die eine solche Restaurierung möglich machen und sich mit ihrem Namen auf dem Umschlag des jeweiligen Archivale verewigen können. In den ersten Jahren konnten sich Nutzer des Portals im Bereich „Netzwerk“ über Themen und Forschungsprojekte zur Kölner Stadtgeschichte austauschen, beispielsweise um Hinweise auf Bestände und Archivalien zu erhalten, die für die eigene Arbeit von besonderer Bedeutung, aber zu dieser Zeit weder im Original noch als Digitalisat nutzbar waren. Seit dem Frühjahr 2014 übernimmt diese Aufgabe ein eigenständiges Forum, welches die bisherigen Vernetzungsmöglichkeiten erweitern und kategorisieren soll. Ferner lassen sich unter dem Titel „Mein Archiv“ konkrete Gliederungspunkte der Archivtektonik, vollständige Signaturen oder einzelne Bildansichten abspeichern, um erneut darauf zugreifen und sie mit privaten Notizen versehen zu können.

## Perspektive
Zukünftig sollen die Möglichkeiten der Beteiligung der Archivbenutzer auf der Ebene des Web 2.0 auf der Seite des DHAK erheblich ausgeweitet werden. Dazu gehört, dass die Funktionen des digitalen „Lesesaals“ optimiert werden. Teil des von der DFG geförderten Projekts ist es deshalb, einen neuen Viewer zu schaffen, mit dem sich die Dokumente des Archivs nicht nur einsehen, sondern auch bearbeiten lassen. Beispielsweise ist es mit dem neuen Viewer bereits möglich, die Kontrast- oder Sättigungseinstellungen des Digitalisats zu ändern, das Bild zu invertieren oder Hilfslinien einzublenden. Über ein differenziertes Annotationstool sollen die Nutzer zudem beispielsweise Transkriptionen erstellen oder Daten und Namen markieren und eingeben können, um Anhaltspunkte für die zeitliche und thematische Einordnung des Dokuments zu liefern. Auf diese Weise sollen Forscher und Laien das Fach- bzw. Spezialwissen, das sie sich bei der Beschäftigung mit der Kölner Stadtgeschichte angeeignet haben, einbringen können. Außerdem sollen die Besucher der Seite dabei mithelfen können, die zahlreichen Archivalien, die bei dem Einsturz des Stadtarchivs oft vollkommen aus ihrem systematischen Kontext gerissen wurden, wieder neu zu bestimmen und einzuordnen. Auf diese Weise soll die Anzahl der nicht bzw. nicht eindeutig identifizierten Stücke erheblich minimiert werden. Das DHAK nimmt hierbei eine Vorreiterrolle im Archivwesen ein.